# Manoir de Kersapé
Le manoir de Kersapé est situé à Theix-Noyalo en France.

## Localisation
Le manoir est situé sur le territoire de la commune déléguée de Theix, au lieu-dit Kersapé, dans le département du Morbihan en région Bretagne.

## Description
Le manoir date du XVIe siècle, logis à élévation antérieure partiellement enduite ; cuisine et tour d'escalier postérieure couvertes de deux appentis distincts, escalier à trois volées droites en charpente sur noyau en maçonnerie ; ferme en alignement avec escalier extérieur droit. Édifice à un étage carré, élévation à travées, construit en moellons de granite. Toiture à longs pans recouverte d'ardoises, pignon découvert, appentis.

## Historique
Maison noble attestée dès 1464 et 1536, appartenant à la famille de Noyal, puis en 1690 à la famille du Bot, seigneurs du Grégo à Surzur. Logis construit dans la seconde moitié du XVIe siècle. Cuisine ajoutée au nord au début du XVIIe siècle. La partie supérieure de la tour est disparue. Le logement de la ferme, en alignement, est daté de 1647. Fournil et remise au sud construits entre 1810 et 1844. Étable à l'ouest rallongée entre 1810 et 1844. Grange de la fin du XIXe siècle.
Il est inscrit à l'inventaire général du patrimoine culturel en 1972.